# 진성욱
진성욱(陳成昱, 1993년 12월 16일 ~ )은 대한민국의 축구 선수로, 현재 성남 FC 소속이다.

## 유소년 경력
합성초등학교와 마산중앙중학교를 거쳐 인천대건고등학교에 입학하였다. 고등학교 1학년때부터 주전을 차지하였고, 2009년 4골, 2010년 5골을 기록하면서 대건고의 에이스로 활약하였다. 2011년에는 10번과 주장을 달고 경기에 나서 6골 1도움을 기록하였다. 전국 고등학교 축구대회에서 대건고는 3위에 입상하였고 본인도 감투상을 받았다.

## 클럽 경력

### 인천 유나이티드
2012년 신인 드래프트에서 우선지명되어 인천 유나이티드로 입단하게 되었다. 2014년 4경기 연속골을 터트려 주목을 받았다.

### 제주 유나이티드
2016 시즌이 끝난 후, 제주 유나이티드로 이적하였다.

## 국가대표팀 경력
2017년 EAFF E-1 풋볼 챔피언십 북한전에 선발로 출장하면서 A매치 데뷔전을 치렀다.

## 에피소드
- 별명으로 리틀 유병수라는 소리를 듣고 있다.
- 난세의 인천을 구하는 구세주

## 가족관계
- 배우자 : 임은진 (2024년 12월 14일 결혼예정)